# Dodge (Nebraska)
Dodge es una villa ubicada en el condado de Dodge en el estado estadounidense de Nebraska. En el Censo de 2010 tenía una población de 612 habitantes y una densidad poblacional de 598,21 personas por km².

## Geografía
Dodge se encuentra ubicada en las coordenadas 41°43′19″N 96°52′49″O / 41.72194, -96.88028. Según la Oficina del Censo de los Estados Unidos, Dodge tiene una superficie total de 1.02 km², de la cual 1.02 km² corresponden a tierra firme y (0%) 0 km² es agua.

## Demografía
Según el censo de 2010, había 612 personas residiendo en Dodge. La densidad de población era de 598,21 hab./km². De los 612 habitantes, Dodge estaba compuesto por el 93.63% blancos, el 0.33% eran afroamericanos, el 0.65% eran amerindios, el 0% eran asiáticos, el 0% eran isleños del Pacífico, el 5.23% eran de otras razas y el 0.16% pertenecían a dos o más razas. Del total de la población el 4.58% eran hispanos o latinos de cualquier raza.